# Michael Jordan – Come Fly With Me
Michael Jordan – Come Fly With Me est un documentaire vidéo de 41 minutes publié en 1989 par CBS/Fox Video (en) sur le début de la carrière du joueur de basket-ball Michael Jordan.

## Description
Réalisé par David Gavant et narrée par Jay Thomas, la vidéo est mise en vente sous format VHS le 26 janvier 1989. Elle est une source d'inspiration pour de nombreux jeunes joueurs, qui disent l'avoir regardée des dizaines de fois. La vidéo est rééditée en DVD et diffusée de multiples fois sur NBA TV. La jaquette de la vidéo est illustrée par une célèbre photo d'Andrew Bernstein prise dans une rencontre de pré-saison en 1987 durant laquelle Jordan exécute un tomahawk dunk face aux Lakers de Los Angeles. La bande son compte des artistes de smooth jazz des années 1980 comme Yanni, Najee et David Benoit.
À une époque où les rencontres NBA sont rarement diffusées à l'étranger, la rétrospective de la carrière de Michael Jordan de sa carrière universitaire aux débuts de sa carrière NBA aux Bulls de Chicago (avant ses premiers titres de champion) en passant par son premier titre olympique en 1984 suscite un fort engouement. Ce concentré des premiers exploits sportifs du joueur a une audience internationale.
Come Fly With Me est le premier d'une dizaine de documentaires consacrés à la carrière de Michael Jordan et avec Michael Jordan's Playground, édité en 1990, l'un des plus appréciés.